# José Gregorio Gutiérrez
José Gregorio Martín Juan Gutiérrez y Moreno (Santafé, Virreinato de la Nueva Granada, 11 de noviembre de 1781- Santafé de Bogotá, 6 de julio de 1816) fue un abogado de la Real Audiencia, comerciante y hacendado del Virreinato de la Nueva Granada.
Prócer y mártir de la independencia de Colombia, condenado a muerte en 1816 por Pablo Morillo durante la reconquista de la Nueva Granada.
Está entre las figuras civiles y en la agrupación de jurisconsultos que lucharon honrosamente con el valor de su inteligencia para conseguir la Independencia de Colombia.

## Biografía
Fue hijo de Pantaleón Gutiérrez y Díaz de Quijano llamado el Patriarca de la Sabana y de María Francisca Moreno e Isabella, fue colegial del San Bartolomé en Santafé, doctor en derecho civil y canónico, el 15 de octubre de 1804 es recibido como abogado de la Real Audiencia de Santafe de Bogotá, posteriormente ejerció como fiscal en 1801.
En 1808 es nombrado síndico procurador general en Santafé y participó en las célebres juntas convocadas por el virrey Antonio José Amar y Borbón el 9 y 11 de septiembre de ese año con el fin de determinar el rumbo que debía tomar el virreinato frente a las Juntas Revolucionarías, dio un discurso que todavía de conserva donde hablaba de su anhelo de lograr la autonomía del Nuevo Reino de Granada y cuando Napoleón invadió España abogó porque la soberanías se le devolvieran al pueblo con el fin de establecer una junta suprema.
El 20 de julio de 1810 fue miembro del cabildo. También fue juez del tribunal de gobierno y hacienda, miembro del congreso de 1811 y signatario de la constitución expedida ese año. Nombrado comisionado en Ubaté por Antonio Nariño para favorecer a los independentistas, luego fue presidente de la cámara de representantes en mayo de 1812. Fue consejero de Gobierno junto a Primo Groot, el marqués de San Jorge, Felipe de Vergara y Domingo Caicedo comisionados, en 1813  para arreglar las diferencias entre centralistas y federalistas, meses después parte para Tunja a auxiliar al ejército. Después es presidente del tribunal de vigilancia y seguridad pública y de la sala de apelaciones.
En 1815 es elegido gobernador de Cundinamarca y presidente de la alta corte de justicia. y en 1816 entran las tropas realistas a Santafé a órdenes de Pablo Morillo donde Gutiérrez es aprisionado y condenado a muerte. Fue asesi                  nado el 6 de julio de 1816 junto a Crisanto Valenzuela, Miguel de Pombo, Francisco Xavier García de Hevia, Jorge Tadeo Lozano y Emigdio Benítez. El relato histórico dice que mientras pasaba por la tercera calle real para ser pasado por las armas, alzó la cabeza para ver su casa y vio en el balcón de la vivienda a su mujer Antonia de Vergara y a sus cuatro hijos arrodillados, vestidos de negro, dándole el último adiós, donde hizo lo mismo y les dio la bendición.
Pablo Morillo escribió sobre esto al rey:
''José Gregorio Gutiérrez, Abogado, fue individuo de los Tribunales de sala de gobierno; sala de Apelaciones; de la Corte de Alta Justicia; Presidente de dichos Tribunales; del Tribunal de Seguridad Pública o de Presidente de dichos Tribunales; del Tribunal de Seguridad Pública o de Vigilancia, representante de varios pueblos en los Colegios Electorales; Presidente del de la Alta Justicia, y gran sostenedor de la Independencia'.
'''Fue pasado por las armas, por la espada y se le confiscaron sus bienes'
Fue esposo de Antonia Vergara y padre del presidente de la Confederación Granadina Ignacio Gutiérrez Vergara.